# Gibanje valova
Gibanje valova je pravilno ponavljanje gibanja naprijed-nazad i premještanje s jedne na drugu stranu. To gibanje prikazuje kako se oblici energije kreću kroz prostor. Primjeri gibanja valova su zvuk, mreškanje vode u ribnjaku, radiosignali i svjetlo. U svakom se od ovih gibanja oblik energije prenosi pravilnom izmjenom promjena ili vibracija. Valovi zvuka gibaju se kroz zrak kao minutne promjene u tlaku zraka. Voda se mreška usporedno s vertikalnim gibanjem površine gore-dolje. Za razliku od valova zvuka i vode, materija se ne giba kada se kreću svjetlosni valovi i radiosignali. Valovi svjetla i radiosignala oblici su elektromagnetske radijacije gdje se energija prenosi oscilacijama u električnom ili magnetskom polju.

## Transverzalni i longitudinalni valovi
Kada boca pliva u moru, ona nošena valovima skakuće gore-dolje. Ona se ne kreće vodoravno jer ne postoji vodena struja ili vjetrić da je tjeraju naprijed. Zato su valovi vode primjer transverzalnih valova: voda se giba pod pravim kutom u odnosu na smjer u koji se kreću valovi. Elektromagnetski su valovi transverzalni: električno i magnetsko polje vibriraju pod pravim kutom jedan prema drugome. Zvučni su valovi longitudinalni valovi. Zrak vibrira naprijed i natrag uzduž crte gibanja valova. Neki seizmički valovi potresa su longitudinalni tlačni valovi koji svojim prolaskom izazivaju vibracije tla naprijed-nazad.

## Amplituda i frekvencija
Amplituda valova je snaga ili intenzitet vibracije. Valovi vibriraju oko prosječnog položaja koji je nazvan položaj nula amplitude, upravo tako kako valovi vode imaju brijeg i dolinu iznad i ispod razine mirne vode. Povećanje amplitude zvuka ima za posljedicu jačanje zvuka, dok povećanje amplitude svjetla pojačava svjetlo. Frekvencija kretanja vala je broj oscilacija vala dovršenih u jednoj sekundi. Visoka frekvencija zvuka ima viši vrh od niske frekvencije zvuka. Povećanjem frekvencije valova svjetla boja se mijenja od crvene do ljubičaste boje spektra. Povećanjem frekvencije gibanja vala smanjuje mu se dužina, a to je udaljenost između susjednih točaka najveće amplitude vala.

## Valne fronte i valne zrake
Valne fronte i valne zrake su dva načina prikazivanja smjera gibanja valova. Oni daju informaciju o gibanju vala koji ne može biti prikazan jednostavnim grafikonom amplitude u ovisnosti o vremenu. Jedan način prikaza valne fronte je označivanje položaja u kojem val ima najveći pomak. Kada se gleda odozgo, fronta morskih valova izgleda kao crta koja označuje dizanje vala. Valne fronte se gibaju prema van iz središta nastanka vala kao niza u stalno proširivanim krugovima s početkom u središtu nastanka. Na velikoj udaljenosti od izvora valne fronte izgledaju kao usporedne crte. Zrake su crte nacrtane pod pravim kutom na valnu frontu. Te crte pokazuju smjer gibanja valova. Putanja valova svjetla često se prikazuje kao zrake koje se u ravnim crtama gibaju od svog izvora.

## Ponašanje valova
Putanja zrake svjetla mijenja se ako padne na površinu stakla pod nekim kutom. Ta je pojava nazvana lom zrake svjetla (refrakcija), jer svjetlo putuje brže kroz zrak nego kroz staklo. Seizmički valovi od zemljotresa i eksplozivnih punjenja lome se na sličan način na granici stijena. Geolozi upotrebljavaju seizmičko lomljenje valova zvuka za proučavanje podzemnih stijena. Lomljenje (refrakcija) nastaje kada se valovi odraze od površine pod istim kutom pod kojim su i došli na tu površinu. Primjeri su npr. lomljenje zraka svjetlosti na ogledalu i odjek zvuka od stijena. Prelamanje (difrakcija) događa se kada valovi prolaze kroz otvor u pregradi. Ako je širina otvora slična ili manja od dužine vala, otvor djeluje kao novi izvor i proizvodi valove s polukružnim čelom vala.

## Dopplerov efekt
Promjena promatrane valne duljine vala zbog međusobnog približavanja ili udaljavanja izvora i promatrača.
Dopplerov efekt otkrio je Christian Doppler (1803-1853) 1842. godine na osnovu proučavanja promjene frekvencije svjetlosti koju emitiraju zvijezde u dvojnom sustavu (dvije zvijezde koje se okreću jedna oko druge), ali Dopplerov efekt eksperimentalno je potvrdio C.H.D. Buys Ballot 1845. godine na utrechtskoj željezničkoj postaji uspoređujući zvuk trubača koji stoje na jednom mjestu i trubača koji se gibaju. 
Ta se promjena može opaziti u barem dvije različite pojave. Prvi je primjer razlika u visini tona kod automobila (ili vlaka) koji se priblizava te onog koji se udaljava. To se opažanje temelji na različitim gustoćama zvučnih valova objekta koji se približava od onog koji se udaljava. Kao na slici, možemo zamisliti da su fronte zvučnih valova prikazane sivim crtama. Ako nam se automobil približava, fronte postaju gušće, te frekvencija zvuka kojeg čujemo raste. U obrnutom slučaju, fronte su rjeđe i frekvencija pada.
Drugi primjer je u opažanju svjetlosti svjetlećeg objekta koji se nekom brzinom približava ili se udaljava od promatrača. 